# Domžale
Domžale (in passato in tedesco Domschale) è una città della Slovenia di 35 278 abitanti della Slovenia centrale.
Nei pressi di Domžale si trova il più potente radiotrasmettitore della Slovenia, che lavora su onde medie alla frequenza di 918 kHz e si può ricevere di notte nell'intera Europa. Usa come antenna una struttura in tubi di acciaio di 161 metri di altezza.

## Società

### Lingue e dialetti
| %    | Ripartizione linguistica (gruppi principali) |
| ---- | -------------------------------------------- |
| 100% | madrelingua slovena                          |

## Sport
Il NK Domžale è il massimo club calcistico cittadino, che milita nella PrvaLiga slovena.